# Patrizierkrone

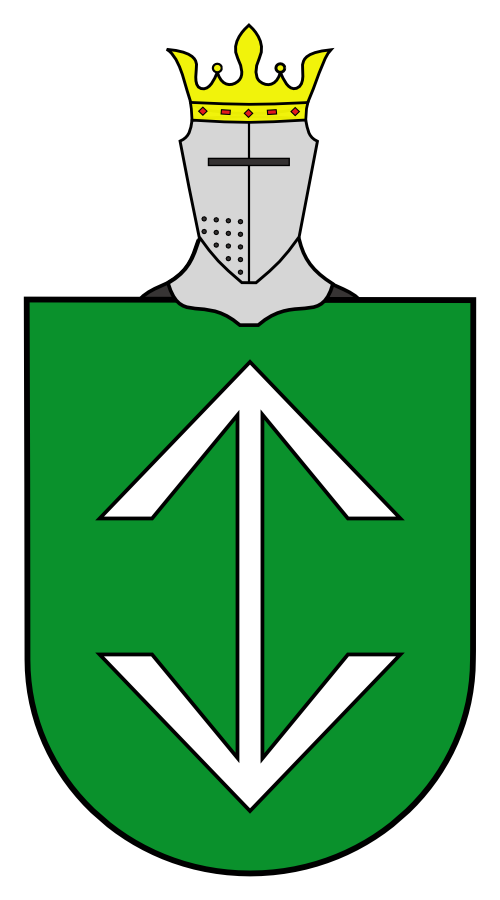
Patrizierkrone über einem Helm

Die Patrizierkrone besteht aus einem Stirnreif und hat drei spatenförmige Zinken. Zwischen diesen sind je ein Perlenzinken angeordnet und es sind insgesamt fünf Zinken sichtbar. Vorzugsweise wird sie in Gold dargestellt.
Diese Krone hat ihre Verbreitung in der italienischen Heraldik gefunden. Hier verwenden Patrizierfamilien diese Form. Sie wird als Rangkrone verwendet.